# Mustafa Kurt
Mustafa Kurt (* 17. März 1968) ist ein ehemaliger deutsch-türkischer Fußballspieler. Der Stürmer lief für den SC Freiburg in der 2. Bundesliga auf und wurde als Spieler von Türkiyemspor Berlin 1991 Torschützenkönig der Oberliga Berlin.

## Sportlicher Werdegang
Kurt spielte in der Jugend für den vormaligen Bundesligisten Tennis Borussia Berlin, für den er als Teenager in der Oberliga Berlin debütierte. 1987 wechselte er in den Breisgau, beim Zweitligisten SC Freiburg debütierte er unter Trainer Jörg Berger am 2. Spieltag der Spielzeit 1987/88 beim 2:0-Auswärtserfolg bei Fortuna Düsseldorf durch Tore von Joachim Löw und Budumir Vujačić als Einwechselspieler für Souleyman Sané kurz vor Spielende. Lange Zeit nur Ergänzungsspieler kam er im Frühjahr 1988 zeitweise in die Startformation, rückte aber zur folgenden Spielzeit wieder ins zweite Glied. Nach zwei Spielzeiten, in denen er in 39 Meisterschaftsspielen acht Tore erzielt hatte, verließ er im Sommer 1989 den Klub und wechselte zu Fenerbahce Istanbul in die Türkei. Anfang 1990 lief er für den FC Emmendingen in der Oberliga Baden-Württemberg auf, bei dem er unter Trainer Lutz Hangartner in neun Spielen ein Tor erzielte und am Saisonende in die Viertklassigkeit abstieg. 
Im Sommer 1990 kehrte Kurt nach Berlin zurück, wo er sich Türkiyemspor Berlin anschloss. Mit dem Drittligisten wurde er in der Oberliga-Spielzeit 1990/91 Vizemeister hinter seinem Ex-Klub TeBe Berlin, krönte sich aber mit 22 Saisontoren zum Torschützenkönig der Serie. In der anschließenden Deutschen Amateurmeisterschaft 1991 scheiterte er als Gruppenzweiter hinter dem späteren Titelträger, der Amateurmannschaft von  Werder Bremen. Im Endspiel um den Berliner Landespokal wurde NSC Marathon 02 mit einem 3:0-Erfolg klar besiegt. Zur folgenden Spielzeit kehrte er zu TeBe Berlin zurück, der Klub war in der Aufstiegsrunde zur 2. Bundesliga gescheitert und trat in der Oberliga Nordost an. Hier setzte er sich jedoch nicht durch, so dass er in den folgenden Jahren für verschiedene Klubs im Berliner Amateurfußball wie die Reinickendorfer Füchs auflief. Nach dem Zwangsabstieg des Klubs aus der Regionalliga Nordost 1998 kehrte er ins Badische zurück und spielte bis zu seinem Karriereende für den SV Endingen und den Freiburger FC. Dort lief er unter Spielertrainer Maximilian Heidenreich unter anderem an der Seite weiterer ehemaliger SC-Freiburg-Spieler wie Martin Spanring und Ralf Kohl in der Verbandsliga Südbaden auf.